# Aktion T4

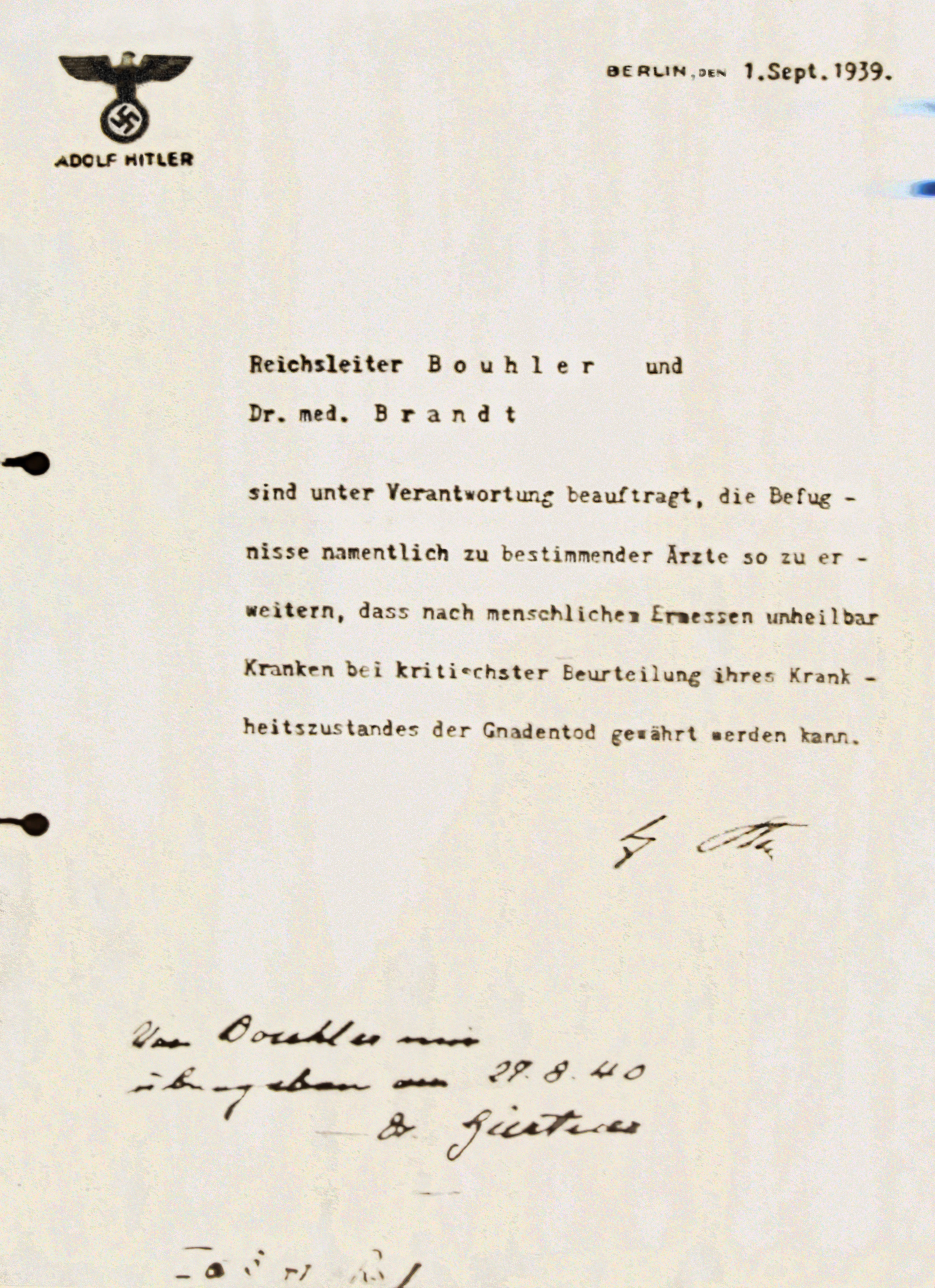
Genom ett dekret daterat den 1 september 1939 befullmäktigade Adolf Hitler riksledaren Philipp Bouhler och läkaren Karl Brandt med att genomföra programmet för barmhärtighetsdödande.

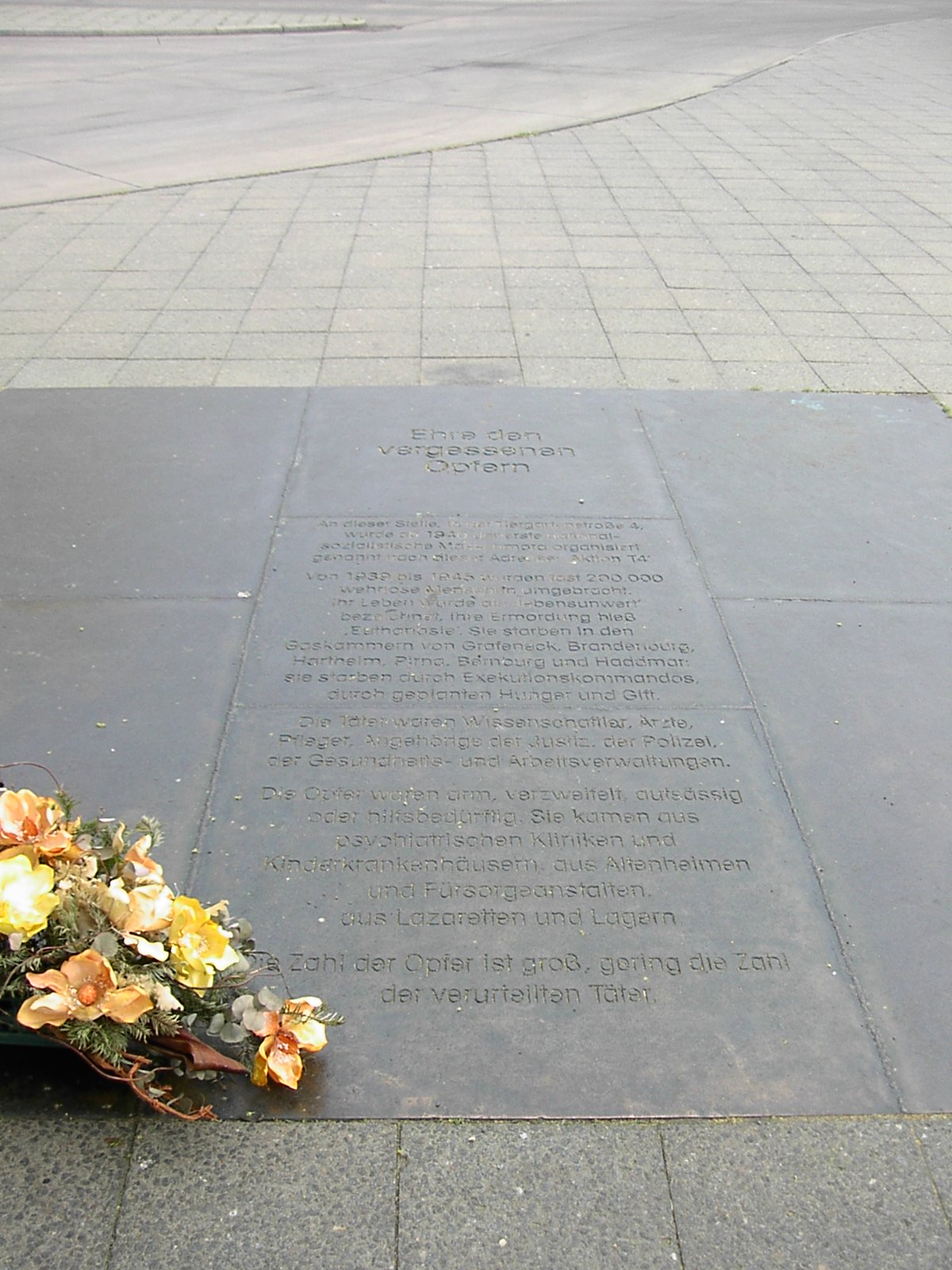
Minnesmärke för offren för Aktion T4, vid Tiergartenstrasse 4 i Berlin.

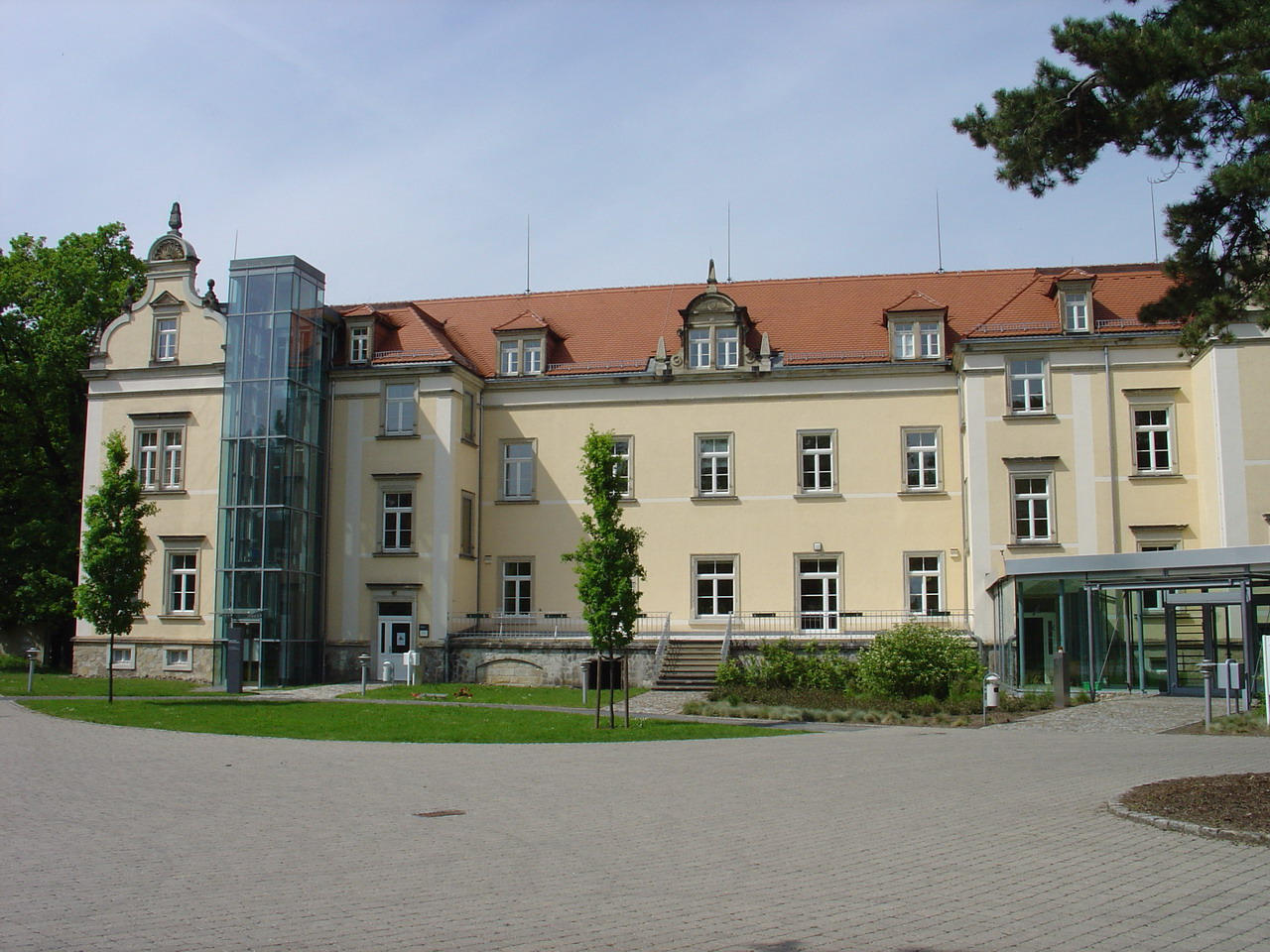
I källaren till slottet Sonnenstein mördades 13 720 människor med psykiska funktionsnedsättningar samt minst 1 031 fångar från koncentrationsläger.

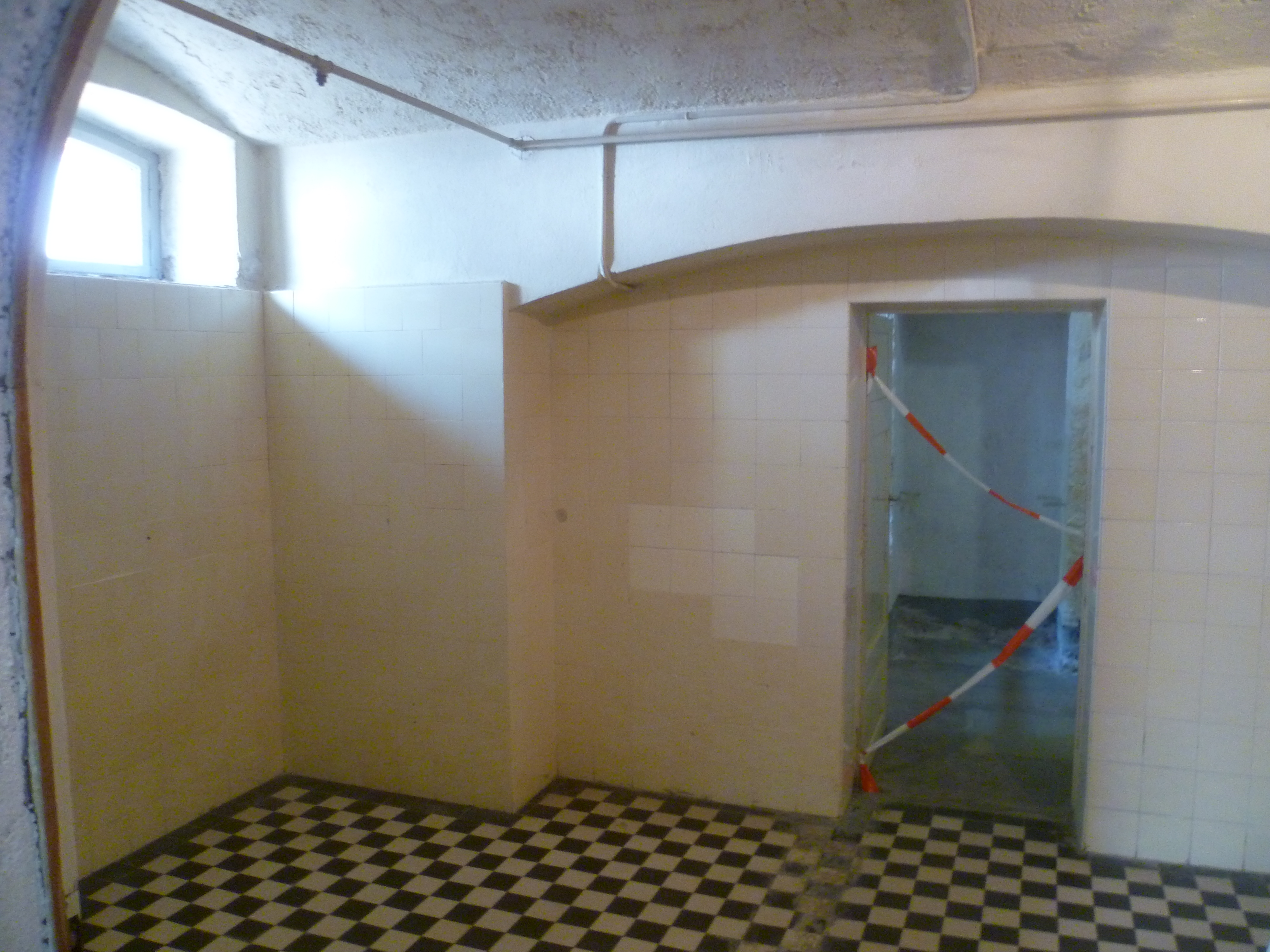
Gaskammare i Hadamar.

Aktion T4 var Nazitysklands så kallade eutanasiprogram som initierades av Adolf Hitler den 1 september 1939. Inom ramen för Aktion T4 mördades personer – män, kvinnor och barn – med psykiska eller fysiska funktionsnedsättningar eller som av någon annan anledning inte bedömdes vara ”livsvärdiga”. Massmordet kallas Aktion T4 efter adressen till huvudkontoret för organisationen Gemeinnützige Stiftung für Heil- und Anstaltspflege, Tiergartenstrasse 4 i Berlin. Under den officiella fasen 1939–1941 beräknas drygt 70 000 personer ha dödats, medan den sammanlagda siffran avseende hela perioden från 1939 till 1945 är cirka 200 000. Efter protester från allmänheten och de kyrkliga samfunden avbröts Aktion T4 i augusti 1941, men fortsatte dock inofficiellt till Andra världskrigets slut 1945 under kodbeteckningen Aktion 14f13.
Mordverksamheten ägde rum på sex ”eutanasianstalter” (NS-Tötungsanstalt) runtom i Tredje riket: Grafeneck, Brandenburg, Hartheim, Sonnenstein, Bernburg och Hadamar. Morden begicks genom överdosering av läkemedel, giftinjektioner och senare även med gas i gaskammare förklädda till duschar. En av dem som utvecklade gasningstekniken var Christian Wirth, som senare implementerade sina erfarenheter i förintelselägren Bełżec, Sobibór och Treblinka i Generalguvernementet i samband med Operation Reinhard. Philipp Bouhler och Viktor Brack samt läkarna Leonardo Conti, Karl Brandt, Werner Heyde och Paul Nitsche var några av de ansvariga för Aktion T4.

## De första gasningarna
I januari 1940 genomfördes ett gasningsexperiment på anstalten i Brandenburg. Wirth hade tillsammans med kemisten August Becker installerat en gaskammare på 3 x 5 meter, kamouflerad som ett duschrum. Närvarande vid experimentet var, förutom Wirth, bland andra Brandt, Bouhler, Conti, Brack och kemisten Albert Widmann. Omkring 15–20 manliga patienter stängdes in i gaskammaren och Widmann släppte på kolmonoxid från gascylindrar. Inom några minuter var samtliga patienter döda. Några av liken utvaldes för obduktion, medan de övriga kremerades omedelbart.

## Lista över anstalter
| Namn                             | Ort                      | SS-läkare                                                                                     | Period                             |
| -------------------------------- | ------------------------ | --------------------------------------------------------------------------------------------- | ---------------------------------- |
| Tötungsanstalt Grafeneck         | Gomadingen               | Horst Schumann Ernst Baumhard Günther Hennecke                                                | 20 januari 1940 – 13 december 1940 |
| Tötungsanstalt Brandenburg       | Brandenburg an der Havel | Irmfried Eberl Aquilin Ullrich Heinrich Bunke                                                 | januari 1940 – oktober 1940        |
| Tötungsanstalt Hartheim          | Alkoven                  | Rudolf Lonauer Georg Renno                                                                    | 6 maj 1940 – 11 december 1944      |
| Tötungsanstalt Pirna-Sonnenstein | Pirna                    | Horst Schumann Curt Schmalenbach Klaus Endruweit Kurt Borm                                    | juni 1940 – september 1942         |
| Tötungsanstalt Bernburg          | Bernburg                 | Irmfried Eberl Heinrich Bunke                                                                 | 21 november 1940 – 30 juli 1943    |
| Tötungsanstalt Hadamar           | Hadamar                  | Ernst Baumhard Friedrich Berner Curt Schmalenbach Adolf Wahlmann Günther Hennecke Bodo Gorgaß | januari 1941 – 31 juli 1942        |